# Branko Kralj
Branko Kralj (Zagreb, 10 de março de 1924 - 18 de dezembro de 2012) foi um futebolista iugoslavo que atuava como goleiro.

## Carreira
Branko Kralj fez parte do elenco da Seleção Iugoslava de Futebol, na Copa do Mundo de  1954.